# HD 14214
HD 14214，又名BD+01 410，SAO 110456、HR 672，是一颗恒星，视星等为5.58，位于銀經162.2，銀緯-54.38，其B1900.0坐标为赤經2h 12m 49.6s，赤緯+1° -54.38′ 6″。